# Ronde van Emilia 1914
De zesde editie van de wielerwedstrijd Ronde van Emilia vond plaats op 19 juli 1914. De wedstrijd startte in Bologna en finishte 275 kilometer later in Bologna. De Italiaan Ezio Corlaita won de wedstrijd.

## Uitslag
| Plaats  | Naam                      | Ploeg                | Tijd     |
| ------- | ------------------------- | -------------------- | -------- |
| Winnaar | Ezio Corlaita             | Ganna-Dunlop         | 9u22'31" |
| 2       | Costante Girardengo       | Automoto-Continental | + 16’04" |
| 3       | Carlo Durando             | Peugeot-Wolber       | z.t.     |
| 4       | Ugo Agostoni              | Maino-Dunlop         | z.t.     |
| 5       | Camillo Bertarelli        |                      | z.t.     |
| 6       | Angelo Gremo              |                      | + 16’44" |
| 7       | Giosuè Lombardi           | Maino-Dunlop         | + 21’57" |
| 8       | Angelo Gremo              |                      | + 25’29" |
| 9       | Giovanni Battista Barzisa |                      | z.t.     |
| 10      | Dario Beni                |                      | + 32’04" |

Mannen:
1909 · 1910 · 1911 · 1912 · 1913 · 1914 · 1915 · 1916 · 1917 · 1918 · 1919 · 1920 · 1921 · 1922 · 1923 · 1924 · 1925 · 1926 · 1927 · 1928 · 1929 · 1930 · 1931 · 1932 · 1933 · 1934 · 1935 · 1936 · 1937 · 1938 · 1939 · 1940 · 1941 · 1942 · 1943 · 1944 · 1945 · 1946 · 1947 · 1948 · 1949 · 1950 · 1951 · 1952 · 1953 · 1954 · 1955 · 1956 · 1957 · 1958 · 1959 · 1960 · 1961 · 1962 · 1963 · 1964 · 1965 · 1966 · 1967 · 1968 · 1969 · 1970 · 1971 · 1972 · 1973 · 1974 · 1975 · 1976 · 1977 · 1978 · 1979 · 1980 · 1981 · 1982 · 1983 · 1984 · 1985 · 1986 · 1987 · 1988 · 1989 · 1990 · 1991 · 1992 · 1993 · 1994 · 1995 · 1996 · 1997 · 1998 · 1999 · 2000 · 2001 · 2002 · 2003 · 2004 · 2005 · 2006 · 2007 · 2008 · 2009 · 2010 · 2011 · 2012 · 2013 · 2014 · 2015 · 2016 · 2017 · 2018 · 2019 · 2020 · 2021 · 2022 · 2023 · 2024
Vrouwen:
2014 · 2015 · 2016 · 2017 · 2018 · 2019 · 2020 · 2021 · 2022 · 2023 · 2024